# The Mob Rules
"The Mob Rules" es una canción de la banda inglesa Black Sabbath, de su álbum Mob Rules de 1981. Fue escrita por Ronnie James Dio y Tony Iommi. Fue lanzada como primer sencillo del disco.

## Lista de canciones del sencillo
- A. "The Mob Rules"
- B. "Die Young" (en vivo)

## Versiones
- Fozzy, en el álbum Happenstance.
- Iced Earth, en el álbum Dystopia.
- Benedictum, en el álbum Uncreation.
- Adrenaline Mob, en el álbum Coverta.